# Lamborghini Urus
Lamborghini Urus je SUV koji proizvodi talijanski proizvođač automobila Lamborghini. Predstavljen je 4. prosinca 2017. i stavljen na tržište za modelsku 2018. godinu.

## Koncept
Koncept Lamborghinija Urusa predstavljen je na Auto Showu u Pekingu 23. travnja 2012. Kasnije je SUV bio prikazan i na Pebble Beachu 2012. godine. Pokreće ga V10 motor. Prema izvješćima, Urus ima najniže emisije ugljičnog dioksida u usporedbi s konkurentima (npr. Porsche Cayenne, Bentley Bentayga i Audi Q7). Urus je zamišljen kao svakodnevno vozilo za razliku od ostalih ponuda marke. Na oštro izveden vanjski dizajn SUV-a snažno je utjecao vodeći model tvrtke Aventador. Proizvodna inačica SUV-a predstavljena je 2017. s velikim promjenama na vanjštini i različitim pogonskim sklopom od koncepta.

## Pogon
Lamborghini Urus ne koristi Lamborghinijeve poznate V10 (kao što se koristi u konceptu) ili V12 motore. Umjesto toga, Urus pokreće dvostruki turbo 4.0 L V8 od 650 KS (478 kW). Motor je izmijenjena inačica Audijevog 4.0L V8 koji se primjenjuje i u drugim vozilima VW grupe, uključujući i Porsche Cayenne Turbo i Panamera Turbo, kao i neke Audi S i RS modele, A8, Bentley Continental V8 i Flying Spur V8. Motor je ipak znatno prerađen i daje okretni moment od 100 KS (74 kW) i 80 Nm (59 lbfft) više od Cayenne Turbo, s promjenama kao što su nove glave motora. Motor se proizvodi u Volkswagenovoj tvornici u Mađarskoj i isporučuje se Lamborghiniju kako bi ga stavili u terenac.

## Odlike
Lamborghini Urus je s 2 200 kg mnogo lakši od većine svojih konkurenata (npr. Bentley Bentayga, Porsche Cayenne i Rolls-Royce Cullinan), uglavnom zbog opsežnog korištenja polimera ojačanog ugljičnim vlaknima. Temelji se na istoj platformi kao Audi Q7, Bentley Bentayga, Porsche Cayenne i Volkswagen Touareg. Motor ima maksimalnu izlaznu snagu od 478 kW (641 KS; 650 KS) pri 6.000 okretaja u minuti i maksimalni okretni moment od 850 Nm (627 lb⋅ft) pri 2250–4500 o/min. Urus ima motor smješten naprijed, pogon na svim kotačima i najveću brzinu od 305 km/h, što ga čini jednim od najbržih SUV vozila na svijetu. Urus može ubrzati od 0 do 100 km/h za 3,6 sekundi i od 0 do 200 km/h za 12,8 sekundi. Lamborghini je razvio najveći skup ugljično-keramičkih disk kočnica za Urus, s diskovima od 440 mm sprijeda i diskovima od 370 mm na stražnjim kotačima pomoću deset-klipnih cilindara na prednjoj strani i jednim klipom na stražnjoj strani. Sustav pogona na sve kotače kod Urusa pri normalnoj vožnji šalje 40 posto okretnog momenta motora na prednje kotače, a 60 posto na stražnje kotače. Koristi vektoriranje okretnog momenta kako bi poslalo čak 70 posto na prednju stranu ili 87 posto na stražnje kotače. SUV također ima sustav zračnog ovjesa koji može pružiti maksimalno 250 mm razmaka od tla za terensku uporabu. SUV je dostupan s opcionalnim off-road paketom, koji uključuje izmijenjene prednje i stražnje odbojnike koji su bolje prilagođeni. Urus će, kao i sve Lamborghinijeve trenutne ponude, imati izbor načina vožnje koji prilagođavaju ovjes kako bi poboljšali odlike automobila u različitim uvjetima vožnje. Ima Strada (ulica), Sport, Corsa (staza), Terra (prljavština), Sabbia (pijesak) i Neve (snijeg) načine vožnje, a posljednja tri moguća su samo u off-road paketu. Urus ima osnovnu cijenu od 200.000 USD i imat će kapacitet od četiri do pet osoba.

## Proizvodnja
Dne 4. prosinca 2017., automobil je predstavljen u sjedištu Lamborghinija u Sant'Agata Bolognese, što ga čini prvim SUV-om od LM002. Proizvodnja je započela u veljači 2018. godine, a Lamborghini planira izgraditi 1.000 jedinica u prvoj godini proizvodnje, a 3500 u 2019. Lamborghini je proširio svoju tvornicu u Sant'Agata Bolognese u Italiji kako bi proizvodio Urus.

## Etimologija imena
Urus je naziv izumrlih divljih bikova koji su daleki preci današnje domaće stoke.